# Gustavo Ramírez (calciatore)
Gustavo Adrián Ramírez Rojas (Yuty, 13 maggio 1990) è un calciatore paraguaiano, attaccante del Deportes Tolima.

## Palmarès

### Club

#### Competizioni nazionali
- Campionato messicano: 1

Pachuca: Clausura 2016
- Campionato colombiano: 1

Deportes Tolima: 2021-I
- Súper Liga: 1

Deportes Tolima: 2022